# Đại sứ quán Trung Quốc tại Canberra
Đại sứ quán Cộng hòa Nhân dân Trung Hoa tại Khối thịnh vượng chung Úc là cơ quan đại diện ngoại giao của Trung Quốc tọa lạc tại thủ đô Canberra, Úc.
Đại sứ quán này chính thức mở cửa vào năm 1990. Trong quá trình xây dựng vào cuối thập niên 1980, các thành viên của Tổ chức Tình báo An ninh Úc và Cơ quan An ninh Quốc gia Mỹ đã "bí mật lắp đặt một hệ thống thiết bị nghe lén bằng sợi quang phức tạp". Vụ việc được công khai vào năm 1995.
Tính đến năm 2013, một tòa nhà đại sứ quán mới đang được xây dựng. Paul Daley cho rằng "sự hiện diện ngày càng tăng của Bắc Kinh ở khu vực mang tính biểu tượng cao này của thành phố dường như là sự phản ánh phù hợp, dù không được chào đón, về các ưu tiên ngoại giao, quốc phòng và thương mại quốc tế của Úc.